# Cal Cabanes (Solsona)
Cal Cabanes, és un habitatge que forma part de l'Inventari del Patrimoni Arquitectònic Català de la ciutat de Solsona (Solsonès). Actualment hi ha un bar-restaurant amb el mateix nom als baixos de l'edifici.

## Descripció

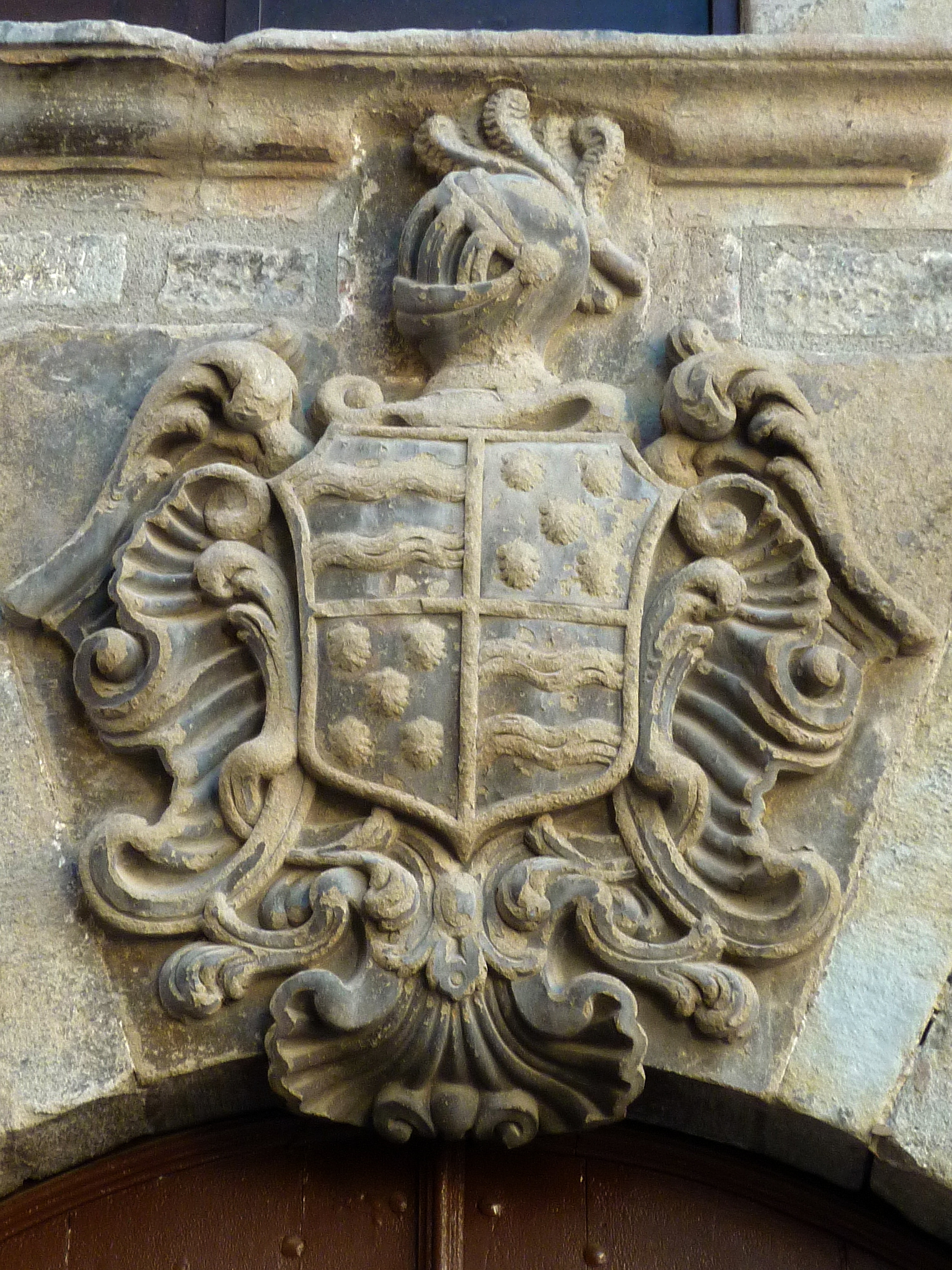
Escut dels Cabanes

Edifici civil. Gran casa senyorial que es troba a la plaça de Sant Joan, fent cantonada amb la travessia de Sant Joan. Casa de dos pisos i golfes. Planta rectangular i molt allargada. Per les dues bandes de carrers s'hi veuen diverses finestres a tot el vol; al segon una gran balconada de ferro forjat que fa cantonada. La porta es troba al costat de la plaça de Sant Joan. És d'arc de mig punt resseguit per un semi-arc de grans dovelles. L'entrada amb sol de lloses de pedra. Barbacana amb bigues de fusta. Parament de carreus de pedra irregular en filades. Els de les cantonades i llindes de la porta són més grossos. Damunt de la porta d'entrada, l'escut dels Cabanes.

## Notícies històriques
Cal Cabanes és la casa pairal de Pere Màrtir Coma (mort l'any 1578), fou teòleg al Concili de Trent, bisbe d'Elna (1568-78). Escriu dues obres: Doctrina Cristiana i Directori dels Rectors. D'aquesta nissaga en surt Josep Coma i Monjo, doctor en drets, promotor de la construcció de la capella del Claustre, inaugurada el 1772. En el seu testament (1572) deixa heretera universal a la Verge del Claustre i destina els seus béns per la decoració de la capella. És el darrer representant de la família Coma. Els béns hereditaris passaren a una cosina casada amb Segimon Cabanes, començant la genealogia dels Cabanes. Marià Cabanes (1776) historiador y arqueòleg; alcalde de Barcelona. F. Xavier Cabanes (1781) cap d'Estat Major i Mariscal instaurà el primer servei de Diligències. Joaquim Bernola, darrera branca de la família.